# Жуан Ріґол
Жуан Рігол (ісп. Joan Rigol i Roig; 4 квітня 1943 — 7 травня 2024) — іспанський політик, президент парламенту Каталонії. Рігол також був членом іспанського Конгресу з 1979 по 1980 рік, представляючи провінцію Барселона.
Рігол вивчав філософію та отримав ступінь магістра ділового адміністрування в ESADE. У 1976 році він приєднався до Демократичної спілки Каталонії (UDC), політичної партії, яку він очолював з 1987 по 2000 рік.
Рігол помер 7 травня 2024 року у віці 81 року.